# Percalates
Percalates ist eine nur zwei Arten umfassende Gattung barschverwandter Süßwasserfische, die endemisch im Südosten Australiens zwischen dem südlichen Queensland und dem östlichen South Australia vorkommt. Die zwei Arten der Gattung werden meist in die Gattung Macquaria in die Familie der Dorschbarsche (Percichthyidae) gestellt. Phylogenetische, auf den Vergleich von DNA basierende Untersuchungen zeigen jedoch, das sie mit den beiden anderen Macquaria-Arten nicht näher verwandt sind, sondern eine basale Stellung in der Ordnung Centrarchiformes einnehmen.

## Merkmale
Percalates-Arten haben eine typische, seitlich abgeflachte Barschgestalt mit einer Rückenflosse, deren weichstrahliger Abschnitt durch eine Einbuchtung deutlich vom hartstrahligen Abschnitt getrennt ist. Percalates colonorum kann eine Maximallänge von 75 cm und ein Höchstgewicht von 10 kg erreichen. Percalates novemaculeata ist kleiner, mit einer Länge von 60 cm und einem Gewicht von 3,8 bis maximal 4,5 kg. Das Maul ist groß und oberständig. Nach hinten reicht es bis unter das Auge. Der Unterkiefer steht vor. Kiefer und Gaumen sind mit kleinen, in Bändern angeordneten Zähnen besetzt. Das Präoperculum ist am oberen Ast fein gesägt und trägt am unteren einen kräftigen, nach vorn gerichtete Stacheln. Der Kiemendeckel ist mit zwei Stacheln ausgestattet, von denen der untere größer und breiter ist. Die Schuppen sind mittelgroß und in der Regel Kammschuppen. Auch „Wangen“ und Kiemendeckel sind beschuppt. Die Schnauze, bei Fischen der Bereich zwischen dem Vorderrand des Auges und der Maulspitze, ist unbeschuppt. Die Seitenlinie ist vollständig ausgebildet und folgt in ihrem Verlauf der Rückenlinie. Der vierte Rückenflossenstachel ist der längste. Die Afterflosse steht dem weichstrahligen Abschnitt der Rückenflosse symmetrisch gegenüber. Sie hat drei kurze Stacheln. Die oberen Strahlen der Brustflossen sind länger als die unteren. Die Basis der Bauchflossen liegt direkt hinter der Brustflossenbasis. Die Schwanzflosse ist leicht eingebuchtet.
- Flossenformel: Dorsale VIII-IX/8-11, Anale III/7-9, Pectorale 12-16
- Schuppenformel: SL 48-55, mLR 25-32[2][4]

Auf dem Rücken sind die Fische dunkelgrau bis grünlich und werden nach unten hin zunehmend heller. Die unteren Seiten und der Bauch sind silbrig-weiß bis gelblich. Die Flossen sind dunkel. Jungfische bis zu einer Länge von 11 bis 12 cm haben dunkle Flecken zwischen den Stacheln auf dem Kiemendeckel.

## Lebensweise
Percalates-Arten kommen in Flüssen, Bächen, Seen und in leicht brackigen Flussmündungen vor halten sich die Art bevorzugt zwischen Wasserpflanzen oder Felsen auf und ernähren sich von kleinen Fischen, Weichtieren, Krustentieren und anderen Wirbellosen. Sie laichen im Südwinter oder im Frühling. Die Weibchen legen zahlreiche kleine, runde Eier, die nicht haften und frei im Wasser treiben. Die Jungfische schlüpfen nach zwei bis drei Tagen. Beide Arten hybridisieren Art im Einzugsbereich des Snowy River und in der Region Gippsland miteinander.

## Arten
- Percalates colonorum (Günther, 1863)
- Percalates novemaculeata (Steindachner, 1866)

## Systematik
Die Gattung Percalates wurde im Jahr 1887 durch die australischen Zoologen James Douglas Ogilby und Edward Pierson Ramsay eingeführt. Typusart ist Lates colonorum. MacDonald überführte die Typusart im Jahr 1978 in die Gattung Macquaria und synonymisierte Percalates damit mit Macquaria. In einer im Jahr 2013 erstmals veröffentlichten phylogenetischen Studie über die Verwandtschaft der Knochenfische kam man jedoch zu dem Ergebnis das Percalates novemaculeata und Percalates colonorum nicht zur Gattung Macquaria und zu den Dorschbarschen gehören, sondern eine eigene Klade innerhalb der Ordnung Centrarchiformes bilden. Dies wurde 2014 in einer weiteren Studie zur inneren Systematik der Centrarchiformes und der Dorschbarsche bestätigt. Deshalb wurde vorgeschlagen die Gattung Percalates zu revalidieren und für die Gattung eine monotypische Familie Percalatidae einzuführen. Beide Vorschläge wurden inzwischen in Eschmeyer’s Catalog of Fishes, einer monatlich aktualisierten Datenbank zur Fischsystematik, so übernommen. Die zwei Percalates-Arten können Brackwasser vertragen und sind euryhaline Wanderfische, die im Südwinter in die Flussmündungen ziehen, um zu laichen. Die verbleibenden zwei Macquaria-Arten (M. ambigua und M. australasica) können dagegen keine großen Schwankungen im Salzgehalt (Salinität) des Wassers ertragen und sind somit an das Süßwasser gebunden.

## Belege
1. 1 2  Percalates colonorum auf Fishbase.org (englisch)
2. 1 2 3 4 5  Bray, D.J. & Thompson, V.J., 2017, Macquaria colonorum in Fishes of Australia, abgerufen am 23. März 2019.
3. 1 2  Percalates novemaculeata auf Fishbase.org (englisch)
4. 1 2 3 4 5  Dianne J. Bray & Vanessa J. Thompson, Macquaria novemaculeata in Fishes of Australia, abgerufen am 23. März 2019.
5. 1 2  Sébastien Lavoué, Kouji Nakayama, Dean R. Jerry, Yusuke Yamanoue, Naoki Yagishita, Nobuaki Suzuki, Mutsumi Nishida, Masaki Miya: Mitogenomic phylogeny of the Percichthyidae and Centrarchiformes (Percomorphaceae): comparison with recent nuclear gene-based studies and simultaneous analysis. Gene, Juli 2014. DOI: 10.1016/j.gene.2014.07.033
6. ↑  Ricardo Betancur-R, Edward O. Wiley, Gloria Arratia, Arturo Acero, Nicolas Bailly, Masaki Miya, Guillaume Lecointre und Guillermo Ortí: Phylogenetic classification of bony fishes (Memento des Originals vom 8. November 2020 im Internet Archive)  Info: Der Archivlink wurde automatisch eingesetzt und noch nicht geprüft. Bitte prüfe Original- und Archivlink gemäß Anleitung und entferne dann diesen Hinweis.. BMC Evolutionary Biology, BMC series – Juli 2017, DOI: 10.1186/s12862-017-0958-3
7. ↑  Percalates colonorum im Catalog of Fishes (englisch) / Percalates novemaculeata im Catalog of Fishes (englisch)